# 朽木藩
朽木藩（くつきはん）は、江戸時代に近江国高島郡の朽木谷（現在の滋賀県高島市朽木地区）を治めた朽木氏の領国を「藩」と捉えた呼称。次のように複数の用法がある。
1. 豊臣政権下の大名で、江戸時代初期まで存続した朽木元綱の領国を指す用法。豊臣政権期の石高には諸説ある。関ヶ原の合戦後の石高は9590石。
2. 元綱の三男で別家を立てた稙綱が、大名に列してから下野国鹿沼を居所とするまでの時期の藩を指す用法。居所の所在や移転時期に諸説がある。
3. 交代寄合朽木家（元綱の長男に相続される宗家）の知行所を指す用法。大名に準じる家格を踏まえた呼称であるが、一般的な「藩」の定義とは異なる。

本項ではこれらを合わせて説明するが、いずれの場合においても「朽木藩」という呼称を妥当としない見解があることには留意を要する。なお、「朽木氏が藩主を務める藩」（稙綱が立てた家の藩）を「朽木藩」と呼称することもあるが、これについては福知山藩などの項目を参照のこと。

## 歴史

### 戦国期までの朽木家
朽木氏は、鎌倉時代に朽木荘の地頭となった近江源氏（佐々木氏）の一族である。室町時代には幕府奉公衆を務めたが、特に戦国期に入ると、京都近傍に所在して一定の軍事動員力を有する朽木家は足利将軍家から厚い信頼を寄せられるようになった。2人の将軍（足利義晴・足利義輝）が朽木家を頼り、朽木荘に滞留したことでも知られる。
朽木荘は、京都と若狭国・越前国を最短距離で結ぶ交通路（若狭街道や朽木街道・朽木越などと呼ばれる）に位置しており、北国方面の大名にとっては京都への入口にあたる重要な地域であった。戦国期に朽木氏は、朽木荘近隣の荘園の所領化や、小領主の家臣化を進め、「戦国大名」よりは小規模ながらも領域支配を行うようになった。要衝である朽木谷を掌握する朽木氏は、同時代においてその所領規模以上に大きな政治的評価を有していた。

### 朽木元綱の「朽木藩」
戦国期後半から江戸時代はじめにかけての朽木家当主が朽木元綱である。永禄11年（1568年）、元綱は将軍足利義昭から本領である朽木荘を安堵された。元亀元年（1570年）、織田信長が浅井長政の離反によって越前朝倉義景攻めからの撤退を余儀なくされた際、元綱は信長の「朽木越え」を通っての京都帰還を助けた（金ヶ崎の戦いを参照）。翌元亀2年（1571年）に信長は元綱に新たな知行地の宛行などを行っており、元綱は信長に従ったとされる。
信長の死後は豊臣秀吉に従った。文禄3年（1594年）には伊勢国の検地奉行を新庄直忠（東玉斎）とともに務め、同年9月には同国安濃郡に所在する蔵入地約5万8000石の代官を新庄とともに命じられた。この際、蔵入地の中から2000石を扶持することが定められた。文禄4年（1595年）8月8日には高島郡に所在する蔵入地9203石余の代官を命じられた。元綱が高島郡の蔵入地代官となったことについては、秀次事件（文禄4年7月15日に豊臣秀次が自殺）との関連も推測される。これ以前、高島郡には豊臣秀次の所領があり、大溝城には秀次家臣の吉田好寛が代官として在城していたという。
関ヶ原の戦いの時点で元綱は2万石の大名であったと記す書籍もあるが、「2万石」は管理下の蔵入地を合算した石高と見られる。また、元綱は大溝城に在城したとも伝えられているが、所領があったのか、代官として城を管理していたのかは不明である。大溝城の天主はこの頃に解体されているが、朽木氏が解体に関わったことを示す文書が残っている。
慶長5年（1600年）の関ヶ原の戦いの際には、当初西軍に属した。朽木元綱は600人の兵を率い、大谷吉継の麾下にあったが、関ヶ原の本戦において小早川秀秋らとともに東軍に転じた。元綱は細川忠興を頼って家康に面会し、本領9590石を安堵され、17日の佐和山城攻めに参加している。
元和元年（1615年）には若狭国との国境に近い山中関（現在の高島市今津町杉山）の関所警備を「先規のごとく」務めることを命じられ、これは朽木家代々の職務として受け継がれた。
朽木元綱は、石高は1万石にわずかに及ばなかったものの「大名に準じる扱い」を受けたとされ、領地の朽木に居所（朽木陣屋）を構え、参勤交代を行っていた（なお、幕初には「大名」と他の将軍直臣（旗本）の格式の境界は必ずしも明確ではなく、1万石以上を大名とする基準が成立したのは寛永10年代という説がある。幕藩体制が確立すると、参勤交代を行う旗本は「交代寄合」と呼ばれる家格に位置づけられる）。『朝日日本歴史人物事典』で「朽木元綱」の項目を執筆した石田晴男は、元綱について「中世以来の所領を維持し、近世大名への道を開いた」と評価している。
元和2年（1616年）4月、徳川家康が没すると、元綱は剃髪し、牧斎と称した。同年12月、徳川秀忠が御放衆（御咄衆）を設けると、朽木元綱もこれに加えられた。寛永2年（1625年）、高島郡の本領から3240石を割いて元綱の隠居領とすることが認められた。家督を継いだ長男の朽木宣綱は6350石の領主となった。
寛永9年（1632年）8月29日、朽木元綱は死去した。元綱の隠居領が再配分された結果、もとの朽木領9590石は、長男の朽木宣綱（6470石）、二男の朽木友綱（2010石）、三男の朽木稙綱（1110石）により分割されることとなった。『藩と城下町の事典』は、元綱死後の所領三分によって朽木藩は廃藩になったとしている。

### 朽木稙綱の「朽木藩」
朽木元綱の三男である朽木稙綱は、元和4年（1618年）に召し出されて徳川家光に仕えた。以後、稙綱は家光の側近として栄進し、元和9年（1623年）11月に1000石、寛永2年（1625年）2月に1000石、同11月にさらに1000石を加増され、寛永8年（1631年）に御小姓組頭に就任した時点で3000石の知行を得ていた、寛永9年（1632年）、上掲の通り元綱の隠居領から1110石が分与されており、知行は合計4110石となる。寛永12年（1635年）、稙綱は六人衆（若年寄）に任命された。
寛永13年（1636年）8月10日、稙綱は加増を受けて1万石の大名となった。寛永16年（1639年）には1万石を加増され、正保4年（1647年）に下野国鹿沼において5000石が加増されるのであるが、この間の稙綱の藩が「朽木藩」と表現されることがある。
『寛政重修諸家譜』では、この時期の稙綱の知行地の分布がはっきりせず、元綱の隠居領に由来する1110石が近江国高島郡内にあったことが記されているのみであり、鹿沼を居所にしたという明確な記述もない。『角川日本地名大辞典』では、寛永13年（1636年）に稙綱の「朽木藩」が立藩したとするが、下野国鹿沼が領地に含まれたと見てこの時点で「鹿沼藩」が成立したとする見解もある。なお、稙綱は幕府の重職にあるため、参勤交代によって江戸を離れ「国元に帰る」ことはない（「定府」参照）。正保4年（1647年）以前については稙綱の居所（藩の所在地名）を記さない場合もある。
『日本史広辞典』や『角川日本地名大辞典』では、正保4年（1647年）に鹿沼藩が立藩したとする。慶安元年（1648年）、初めて領地（鹿沼）入りの暇を得ているが、これは家光の日光参詣と合わせて行われたもので、家光は参詣の帰路に鹿沼に立ち寄っている。
慶安2年（1649年）2月、稙綱は5000石を加増の上で常陸国土浦藩に移された。次代の朽木稙昌が丹波福知山藩に移され、朽木家は福知山で廃藩置県を迎えている。

### 交代寄合朽木家の「朽木藩」
一般的な定義（表高1万石以上の将軍直臣を「大名」とし、その領地・統治機構を「藩」とする）によれば、朽木家は大名ではなく交代寄合という家格の大身旗本であるが、朽木では交代寄合朽木家を「朽木藩」と見なす認識もある。たとえば自治体史である『朽木村史』では幕藩体制下の朽木谷を統治する領主の体制を「朽木藩」と叙述している。

#### 相続と分知
朽木家の宗家は、朽木元綱の長男・朽木宣綱が6470石とともに相続した。朽木谷を本拠地として動かなかった宗家は、多くある分家と区別して「谷朽木」とも呼ばれる（このほか「朽木本家」「朽木本系」などの用語も用いられる）。
万治2年（1659年）に宣綱が隠居して朽木智綱が家督を継いだ際にも、智綱の弟である良綱（1000石）・元綱（700石）への分知が行われており、宗家は4770石となった。元綱以後の2代の間に朽木家が分家を多く出した理由は不明であるが、関ヶ原の戦いで寝返った大名への厳しい処置を警戒しての対策ではないかとの推測がある。
朽木本家は、宣綱―智綱―定朝―周綱―衆綱―朝綱―道綱―泰綱―大綱―之綱と相続され、幕末・明治維新を迎えた。

#### 朽木谷と朽木家の動向
寛文2年（1662年）5月1日、寛文近江・若狭地震が発生した。琵琶湖西岸一帯はこの地震によって大きな被害が出た地域で、朽木でも多数の家屋が倒壊して多くの死者が出た。火災も発生して被害を広げたという。この地震では朽木陣屋でも建物が倒壊し、隠居の身であった朽木宣綱（立斎）が死亡した。
『寛政譜』編纂当時の当主・朽木泰綱（1769年 - 1852年）は学問を好んだ人物で、江戸屋敷に3万冊以上の蔵書を有し「万巻楼」と号した。足代弘訓の『伊勢の家つと』によれば、泰綱は江戸で五指に入る蔵書家の一人という。泰綱は江戸屋敷に「朽木文庫」を設けて月に2回「交易の会」を開き、閲覧・貸与に供していた。蔵書は泰綱が一代で収集したもので、もっぱら和書（日本の古典籍）を対象とした。これについては、蘭癖として知られた同族の朽木昌綱（福知山藩主）を意識したものとの見解がある。同時代の江戸で名の知られた「朽木文庫」であるが、蔵書は間もなく散逸し、1874年（明治7年）に宮内省が朽木家の蔵書を買い取った際にはわずか300冊あまりが残されるのみであったという。

#### 幕末・維新期の朽木家
幕末期の当主は朽木之綱（のぶつな）で、安政4年（1857年）に家督を継いだ。文久3年（1863年）の将軍徳川家茂上洛や、元治元年（1864年）の天狗党の乱に対応しての徳川慶喜の海津出陣、慶応元年（1865年）の長州征討に伴う徳川家茂上洛といった際に、朽木家は山中関に鉄砲組を配置して警衛にあたっている。
幕末期の朽木家の動向は、江戸屋敷留守居役を務めた池田白鷗の残した記録で窺うことができ、朽木家は飛脚を走らせて戊辰戦争の情報をこまめに収集していたことがわかる。結果として、之綱はいち早く新政府への帰順を表明した。
慶応4年/明治元年（1868年）1月、之綱は新政府に対して山中関の守備を申し出ている。3月21日、朽木家は数名の役人を残して江戸屋敷を退去した。
大政奉還後、新政府は大津代官所を接収して大津裁判所（のち大津県）を設置し、近江・若狭2国の朝廷直轄地（旧幕府領・旧会津藩領を含む）を支配するとした。旗本領についても大津県の支配とされたが、新政府に帰順して朝臣となった旗本（中大夫・下大夫・上士という階級に区分された）は本領が安堵され（「旗本#明治維新後」参照）、名目上は「大津県支配何某知行所」となる。之綱の場合も5月に京都定府の朝臣として中大夫身分とされ、本領安堵を受けているが、6月に所領は最寄りの府県の支配下に入ると通達される。明治2年（1869年）4月、之綱は交代寄合であったことを挙げて「藩屏」の列に加えられるよう嘆願したが、認められなかった。
明治2年（1869年）12月、1万石以下の武士の禄制が定められ、元旗本の朝臣は士族に位置づけられ、地方に貫属されて家禄が支給される代わりに、知行地は返上させられることとなった。明治3年（1870年）1月、之綱は朽木での在住願いを出し、3月には大津県貫属となった。5月、之綱は朽木に帰住した。6月4日、之綱は朽木役所（この時の「朽木役所」は慶宝寺に置かれていたという）に旧臣らを集めて離別の目録（賜金）を渡し、小宴を開いた。「朽木家家臣団解散式」とも表現される。
『高島郡誌』によれば「明治初年」、朽木之綱は「各藩の例」にならって朽木に「学社」を設けた。学社では朽木家の「配下」や「富家」の子弟の教育が行われた。その後、地域の教育は明治5年（1872年）に市場・岩瀬・野尻村連合によって開設された「市場教訓所」に担われることとなった。
之綱は1873年（明治6年）には京都に移住しているが、1888年（明治21年）以前に朽木に戻っている。之綱は朽木村の神社で神主を務めて生計を立てていたという。1900年（明治33年）、之綱は71歳で没した。

## 領地

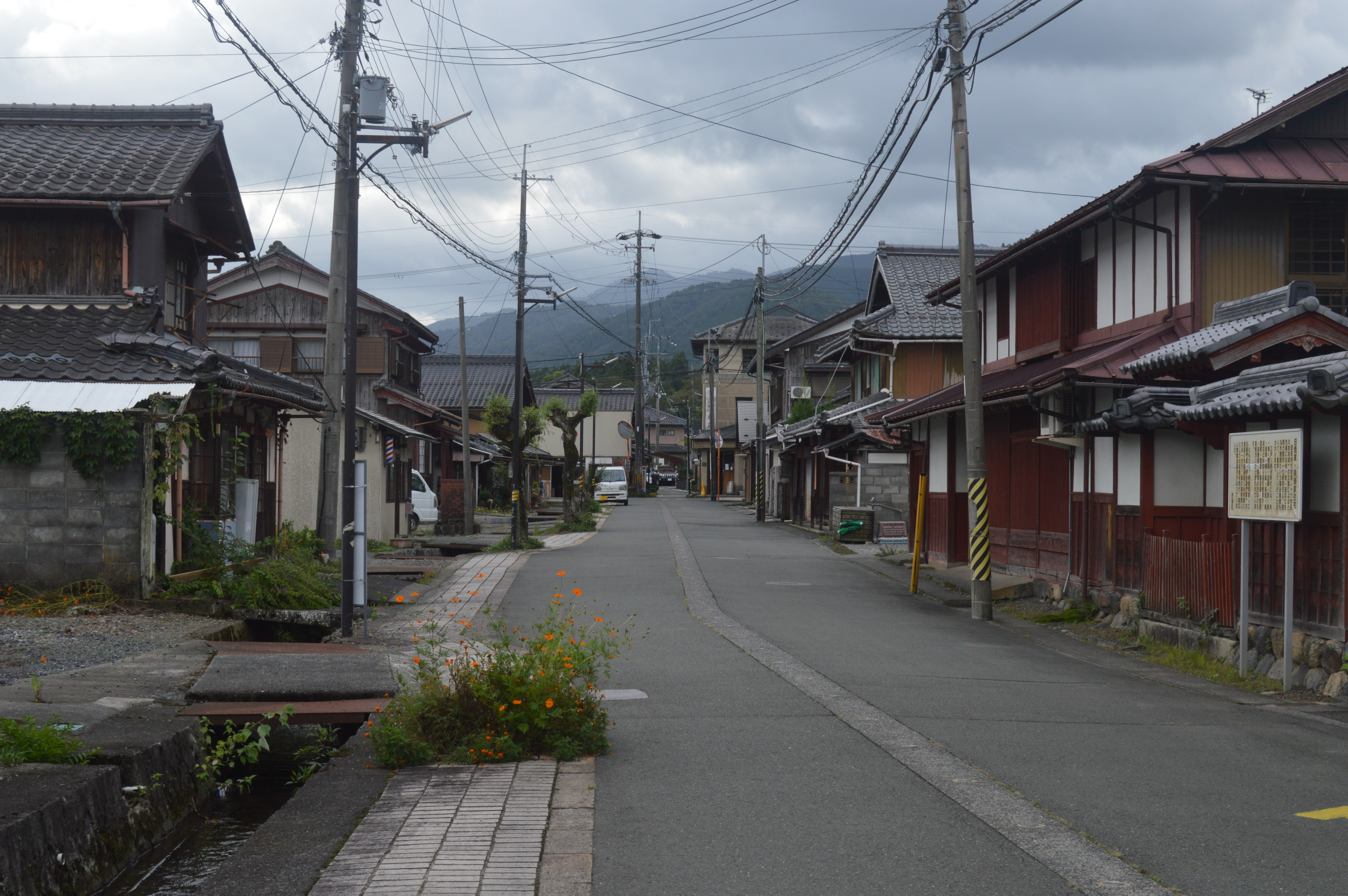
朽木市場の町並み。

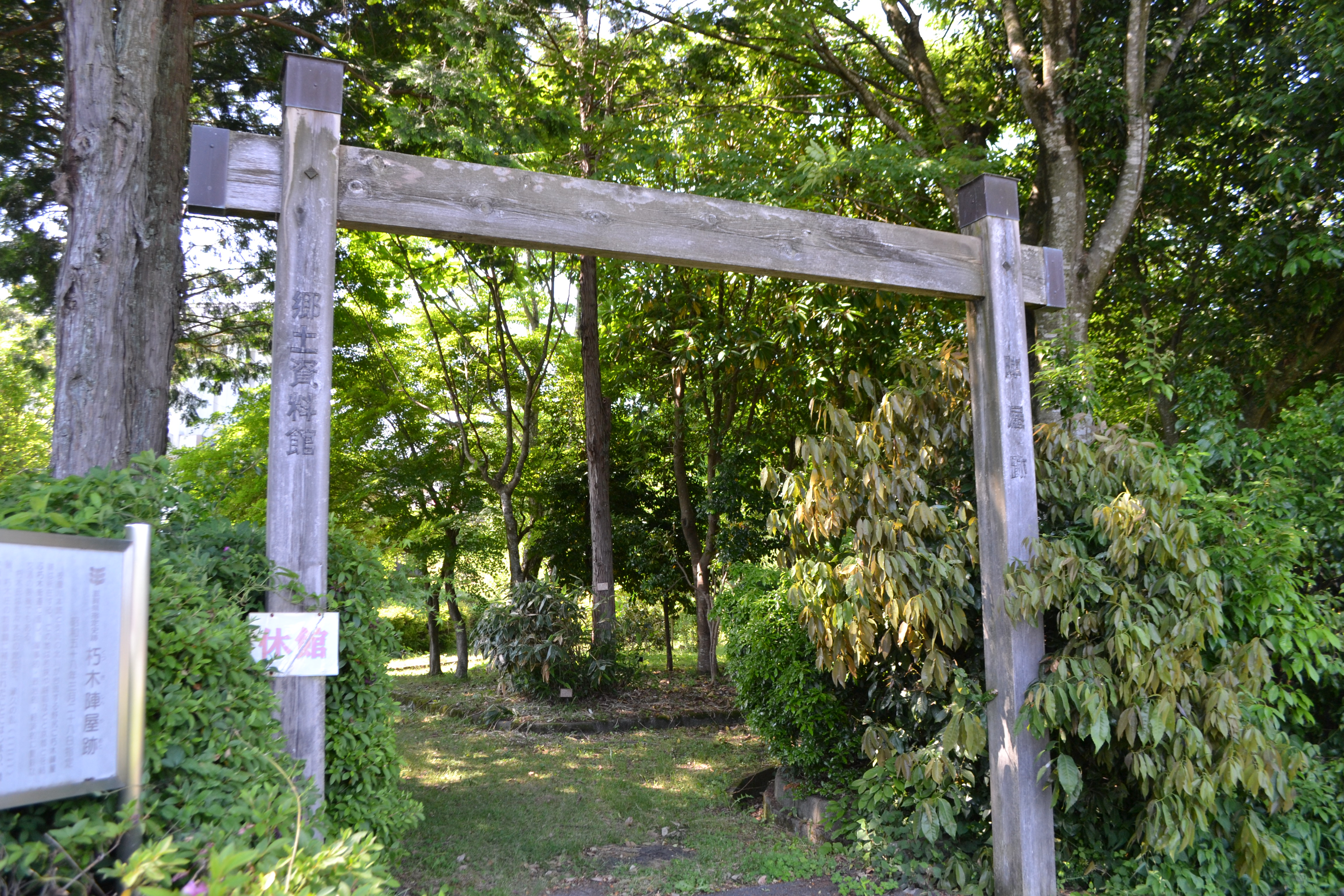
朽木陣屋跡の模擬冠木門。陣屋跡には資料館が置かれ、史跡公園として整備されている。

関ヶ原の戦いののち、朽木元綱が本領として安堵された9590石の領地は、近江国高島郡朽木荘を中心として、山間部の針畑荘・三谷荘、平野部の本荘・広瀬荘・音羽荘の各一部、および山城国久多荘（現在の京都市左京区久多地区付近）にまたがっていた。

### 朽木谷
朽木谷は山村地帯であり、米作の条件は悪いながらも、豊かな山林資源を擁して安曇川という輸送路にも恵まれていた。また、京都と若狭国・越前国を結ぶ街道（若狭街道。いわゆる「鯖街道」の一つでその代表的なもの。現代の朽木付近では国道367号に相当する道筋）が朽木荘を通過する。室町時代には朽木荘の中心地に「市場」と呼ばれる地区（現在の高島市朽木市場周辺）が登場する。領主朽木家の居館や倉庫が置かれるとともに、商家も所在する、朽木荘の政治・経済の中心地であった。
朽木市場の町から見て北川の対岸にあたる「野尻の丘」には、中世に朽木城が築かれていたが、江戸時代に入って陣屋に改修され（「朽木陣屋」と呼称される）、幕末まで朽木家の本邸として用いられた。朽木市場（朽木町とも称された）も近世的な城下町として改修されたと見られ、直線的であった街路に屈曲を設けるなどの措置がとられた。朽木市場は物資が行きかい、山間部ながらかなりの賑わいを見せていた。
朽木陣屋の建物は明治維新後に撤去され、遺構としては堀・土居・石垣の一部や井戸が残るのみとなっている。跡地には「朽木資料館」が建ち、史跡公園として整備されている。なお、朽木市場が著名であるために、
朽木陣屋も「市場」に所在すると記されることがあるが、現代の行政上、陣屋所在地は大字「朽木市場」に隣接する「朽木野尻」（近世の野尻村に相当する）の域内である。

### 高島郡内の分家領
朽木友綱の家は東万木村（現在の高島市安曇川町青柳）に陣屋を置いた。このことから友綱の家は「万木朽木」とも称される。万木朽木家は、代官を派遣して知行地の支配に当たった。『高島郡誌』によれば、安政2年（1855年）の安政の改革にともない夫人や世嗣の在国が認められると、万木朽木家も家臣団とともに東万木村に移ったが、明治維新後の家禄奉還にともない当主は江戸（東京）に帰った。
朽木稙綱の家は南古賀村・長尾村・東万木村・追分村の各一部を領し、南古賀村（現在の高島市安曇川町南古賀）に陣屋を置いた。これらの地域は寛永9年（1632年）は稙綱の知行地となって以来その家に伝えられ、明治維新期には福知山藩領であった。
朽木智綱の弟で、1000石を分知された朽木良綱は鴨村・西万木村の各一部、700石を分知された朽木元綱は西万木村の一部をそれぞれ領有し、いずれも明治維新期まで続いた。

## 交替寄合朽木家の政治
行政組織については宝永4年（1707年）・文化元年（1804年）・文化12年（1815年）に書かれた史料が残っているが、役職名・人数・俸給に変動がある。
家臣の数は、『高島郡誌』によればおよそ140人（徒士50人・足軽90人）という。『朽木村史』は変動する制度の概略として、上級武士として「年寄」とその下の「用人・給人」が16人ほどいて「家老」や「目付」などの役職に就き、中級武士は20人ほどで「近習」や「江戸役人」などを務めたと記す。『高島郡誌』が紹介するところによれば家老（3人）・用人（7人）を中心に行政が行われ、この下に目付（3人）・御支配（2人）・加番（3人）といった役職があったとある。『朽木村史』によれば「徒士」や「足軽」といった名字帯刀を許された下級武士70～80人、さらにその下には中間や職人などの武家奉公人が100人ほどがいたとする。
朽木家に課せられた職務として山中村（現在の高島市今津町杉山）にあった山中関の守備があった。番所は八幡神社参道の石段付近にあった。
朽木家の江戸屋敷ははじめ西久保（現在の東京都港区虎ノ門）の江戸見坂下にあった。天明元年（1781年）12月23日、朽木家江戸屋敷で失火を起こし、全焼している。天保5年（1834年）には小石川春日町（現在の東京都文京区春日付近）に移された。江戸屋敷には家老1名と用人2名が在勤した。少なくとも用人は、1年交代で朽木役所に在勤したという（『高島郡誌』は、家老も同様であったろうとする）。

## 産業
朽木谷は山林資源に豊富な土地であり、江戸時代にも朽木材と呼ばれる材木が送出された。材木は安曇川を流下し、河口の舟木（現在の高島市安曇川町南船木付近）に集められており、舟木の商人たちが中世以来の「材木座」に拠り、伐採と販売の権利を独占していた。享保7年（1722年）には朽木谷・葛川谷ならびに高島郡諸村74か村が、材木の自由な販売などを求めて舟木材木座を京都町奉行所に訴えるという訴訟を起こしている。
木炭生産も重要な産業であり、流通・売買は朽木家と御用問屋によって管理された。御用問屋からの上納金は朽木家の重要な財源であり、また幕末期には御用問屋によって「炭切手」（旗本札）が発行されている。
ほかに、木工品を扱う職人（木地師・塗物師など）も領内に居住しており、朽木谷の木工品（朽木盆など）は参勤交代の際の贈答品として用いられることもあった。

## 備考

### 朽木家文書
朽木谷の朽木家は、鎌倉時代から明治維新まで同一地の領主として存在し続けた、数少ない事例の一つである。戦乱による断絶や転封に伴う散逸を免れた結果、朽木家には鎌倉時代以来の中世文書がよく伝えられた。もっとも、寛文2年（1662年）の震災によって文書を焼失するといった事件も経験している。朽木家は、所領の安堵・宛行に関する重要な文書の写しを複数作成し、正文の紛失に伴うリスクを最小限にしようとしていた。
朽木家文書は、畿内近国の領主が残した中世文書群としては随一の質と量とも評される。そのうち1066点は、1888年（明治21年）に内閣記録局が之綱から一括購入してその所有となった。この「朽木家古文書」は、現在は国立公文書館の所蔵となり、1989年（平成元年）に国の重要文化財に指定されている。このほか、朽木家に残った史料のうち427点が2008年（平成20年）に高島市の有形文化財に指定されている。
なお、朽木家の近世文書は中世文書に比べて残存が少なく、「領主としての在地支配に関わるものは何も残っていない」という。これについては、近世の朽木家の人々にとって、伝来の古文書と認識されていたのが江戸時代初期までの文書で、これらは朽木谷に保存されていたのに対し、近世の文書については江戸の屋敷で保管されていたと推測されていることに関連すると見られる。